# Muncești
Muncești este un cartier din sectorul Botanica, municipiul Chișinău, Republica Moldova. Principalele artere sunt străzile: Calea Basarabiei, Lunca Bîcului și Șoseaua Muncești; precum și porțiuni din bulevardele „Dacia” și „Iuri Gagarin”. În sec. XVI – XVIII, în zona dată se afla satul omonim, care în secolul al XX-lea își pierde statutul, fiind încadrat teritorial în raza orașului

## Etimologie
Cartierul a luat ființă pe locul fostei așezări rurale Muncești, menționate documentar Măncești, formă ce din punct de vedere etimologic ne trimite la un nume de persoană Mancu (Manciu), care, la derivarea cu formantul -ești, care a dat naștere denumirii Măncești, modificată apoi Muncești, prin apropiere formală de apelativul muncă. 

## Istoric
Primul act referitor la localitatea omonimă datează din 1642. Moșia satului s-a aflat în stăpânirea Mitropoliei Moldovei până în 1812. În 1820 satul avea cca. 50 de gospodării, o biserică de lemn, o moară de apă pe Bâc, grădini, livezi, ș.a. În viața economică a târgului Chișinău, localitatea este antrenată din sec. al XVII-lea. La momentul actual, cartierul găzduiește numeroase întreprinderi industriale și de transport, inclusiv Combinatul de mobilă, Combinatul de carne, Parcul de troleibuze nr. 2.

## Legături externe
- Chișinău, etapele devenirii urbane (1436 - 1812) Arhivat în 18 martie 2015, la Wayback Machine. pe Istoria.md
- Cartierul Muncești pe wikimapia.org